# Blaž Kavčič
Blaž Kavčič (ur. 5 marca 1987 w Lublanie) – słoweński tenisista, reprezentant w Pucharze Davisa, olimpijczyk z Londynu (2012).

## Kariera tenisowa
W gronie profesjonalistów Kavčič występuje od 2005 roku.
Już jako zawodowiec Słoweniec wygrał 17 turniejów rangi ATP Challenger Tour w grze pojedynczej.
Od roku 2006 Kavčič reprezentuje Słowenię w Pucharze Davisa. Do końca sezonu 2020 rozegrał dla zespołu 26 meczów singlowych, z których 17 wygrał, oraz 9 pojedynków deblowych, z których w 5 zwyciężył.
W 2012 roku zagrał w grze pojedynczej igrzysk olimpijskich w Londynie. Odpadł z rywalizacji w 2. rundzie.
Najwyżej w rankingu ATP singlistów zajmował 68. miejsce (6 sierpnia 2012), a rankingu deblistów 178. miejsce (14 maja 2012).

### Zwycięstwa w turniejach ATP Challenger Tour

#### Gra pojedyncza
| Nr  | Rok  | Turniej     | Nawierzchnia | Przeciwnik w finale   | Wynik finału     |
| 1.  | 2009 | Alessandria | Ceglana      | Jesse Levine          | 7:5, 6:3         |
| 2.  | 2009 | Konstanca   | Ceglana      | Julian Reister        | 3:6, 6:3, 6:4    |
| 3.  | 2010 | Karszy      | Twarda       | Michael Venus         | 7:6(6), 7:6(5)   |
| 4.  | 2010 | Rijeka      | Ceglana      | Rubén Ramírez Hidalgo | 6:4, 3:6, 7:6(5) |
| 5.  | 2010 | Lublana     | Ceglana      | David Goffin          | 6:2, 4:6, 7:5    |
| 6.  | 2011 | Banja Luka  | Ceglana      | Pere Riba             | 6:4, 6:1         |
| 7.  | 2012 | São Paulo   | Ceglana      | Júlio Silva           | 6:3, 7:5         |
| 8.  | 2012 | Fürth       | Ceglana      | Serhij Stachowski     | 6:3, 2:6, 6:2    |
| 9.  | 2013 | Bangkok     | Twarda       | Jeong Suk-young       | 6:3, 6:1         |
| 10. | 2014 | Fergana     | Twarda       | Aleksander Kudriawcew | 6:4, 7:6(8)      |
| 11. | 2014 | Tiencin     | Twarda       | Aleksander Kudriawcew | 6:2, 3:6, 7:5    |
| 12. | 2014 | Portorož    | Twarda       | Gilles Müller         | 7:5, 6:7(4), 6:1 |
| 13. | 2015 | Shenzhen    | Twarda       | André Ghem            | 7:5, 6:4         |
| 14. | 2016 | Bangkok     | Twarda       | Gō Soeda              | 6:0, 1:0 krecz   |
| 15. | 2017 | Winnipeg    | Twarda       | Peter Polansky        | 7:5, 3:6, 7:5    |
| 16. | 2017 | Granby      | Twarda       | Peter Polansky        | 6:3, 2:6, 7:5    |
| 17. | 2018 | Szanghaj    | Twarda       | Hiroki Moriya         | 6:1, 7:6(1)      |

### Starty wielkoszlemowe
| Turniej          | 2009  | 2010  | 2011  | 2012  | 2013  | 2014  | 2015  | 2016  | 2017  | 2018  | 2019  | 2020  | 2021  | Wygrane turnieje | Bilans w turnieju |
| ---------------- | ----- | ----- | ----- | ----- | ----- | ----- | ----- | ----- | ----- | ----- | ----- | ----- | ----- | ---------------- | ----------------- |
| Australian Open  | –     | 1R    | 2R    | 2R    | 3R    | 2R    | 1R    | –     | –     | 1R    | –     | –     | –     | 0 / 7            | 5–7               |
| French Open      | –     | 2R    | 2R    | 2R    | 2R    | –     | 1R    | –     | –     | –     | –     | –     | –     | 0 / 5            | 4–5               |
| Wimbledon        | –     | 1R    | 1R    | 1R    | 1R    | –     | 2R    | –     | –     | –     | –     | NH    | –     | 0 / 5            | 1–5               |
| US Open          | –     | –     | 1R    | 1R    | –     | 3R    | –     | –     | 1R    | –     | –     | –     | –     | 0 / 4            | 2–4               |
| Wygrane turnieje | 0 / 0 | 0 / 3 | 0 / 4 | 0 / 4 | 0 / 3 | 0 / 2 | 0 / 3 | 0 / 0 | 0 / 1 | 0 / 1 | 0 / 0 | 0 / 0 | 0 / 0 | 0 / 21           | N/A               |
| Bilans spotkań   | 0–0   | 1–3   | 2–4   | 2–4   | 3–3   | 3–2   | 1–3   | 0–0   | 0–1   | 0–1   | 0–0   | 0–0   | 0–0   | N/A              | 12–21             |